# Max Prieto
Max Prieto Sánchez (Jalisco, 28 de março de 1919 - 30 de maio de 1998) foi um futebolista mexicano que atuava como atacante.

## Carreira
Max Prieto fez parte do elenco da Seleção Mexicana de Futebol, na Copa de 1950.